# トレード
トレード (英: trade)とは、団体プロスポーツ競技において、複数のチームがお互いの所属選手の保有権を交換すること、あるいは保有権と金銭などを交換することをいう。

## プロ野球
プロ野球では、自由契約を経ずに選手契約を譲渡することをトレードと呼ぶ。戦力面で同等な価値を持つ選手同士を入れ替える交換トレードが多いが、移籍元球団に金銭を支払って選手を迎え入れる「金銭トレード」、交換選手に金銭も加えて損得のバランスを取るトレードもある。また、3球団間でのトレードは「三角トレード」と呼ばれる。通常は選手の意思に関係なく球団間の合意でトレードが決定されるが、本人の希望による場合も稀にある。
NPBでは何の代償もなしに選手を譲渡する無償トレードと呼ばれるものもある。また、MLBのトレードでは奇妙な代償も存在した。例えば、サイ・ヤングが若手時代にトレードされた時の移籍金「スーツ1着」、レフティ・グローブがトレードされた時の「獲得した球団の負担で放出した球団の本拠地に外野フェンスを作る」、2008年に独立リーグのジョン・オドムが「バット10本」とトレードされた事例、わずか1ドルでの金銭トレード（ブラッド・ミルズ、ロブ・ブラントリー）など。
トレードとは即ち「球団間での選手保有権の交換、譲渡」にすぎないため、選手との契約内容（契約期間・年俸・出来高など）がトレードを契機に変わることはなく、その契約履行義務はそのまま移籍先球団（最新の所属球団）が契約終了年まで引き継ぐ。ただし、球団間の合意によって移籍元球団が一定割合の年俸負担を行なうケースはあり得る。またシーズン途中のトレードであれば、当該年の年俸は原則日割りで両球団が分担することになる。

### 日本プロ野球（NPB）
NPBでは、日本プロフェッショナル野球協約（以下野球協約）第13章「選手契約の譲渡」の項目に定められており、トレードは基本的に球団側の意向により行われる。以下の留意規定がある。
- 各球団は、各年の7月31日まで（2007年以前は各年の6月30日まで、2020年は新型コロナウイルスで開幕が遅れた影響により9月30日まで[8]、2021年は東京オリンピック開催に伴うシーズン中断により8月31日まで[9][10]）であれば選手を新規に支配下選手登録できる。トレードにより選手を獲得できる期限もこれに従う。（ただし、ウェイバー公示された選手であれば左記期限を過ぎても獲得可能）
- 三角トレードに新人選手を含むことの禁止。
- 当該選手がトレード時に一軍登録されている場合は、その選手の出場選手登録を抹消する。通常、選手が出場選手登録を抹消された場合、10日後にならなければその選手を再び出場選手登録できないが、トレードを伴う場合はトレード後に移籍先の球団で即時、出場選手登録ができる。
- 「トレード時の移転費に関する覚書」が1988年に労使間によって締結され、以前は転居を伴う場合のみに移転費が支払われていたが、転居を伴わない移籍に関しても支払われることとなり、移籍手当という扱いとなった。2009年までは京浜地域内（千葉県、埼玉県を含む）及び阪神地域内は50万円、その他の地域間の移籍は100万円で、妻帯者でない者はその半額であった[11]。その後、2010年12月10日の覚書の全面改定により移籍手当は廃止され、実際に転居（ホテルなどの宿泊施設の長期滞在も含む）した者のみに移転費として一律200万円を支給することとなった。ただし、譲り受け球団の選手寮に入る者は転居と扱わないこととなった[12][13]。

なお公示上は、上記の規定によらないFA移籍の人的補償移籍や現役ドラフトによる移籍、ウェイバーによる選手獲得についても、自由契約を経ていないためトレードとして発表される。

### メジャーリーグ（MLB）
MLBでは、シーズン中に40人枠の選手をトレードできる期限日時（トレード・デッドライン）が、7月28日～8月3日のいずれかの日時に設定される。以前は毎年7月31日（アメリカ東部標準時16:00）が期限日時だったが、2023年以降はMLBコミッショナーが柔軟に日時を変更できる規定となった。これは（予定試合数の多い）週末が期限日になることを避ける目的がある。
2018年までは、事前にウェイバーを通過させれば8月以降のシーズン中でも40人枠の選手をトレードできたが、2019年からはウェイバー公示を経た8月以降のトレードも禁止となった。なお、DFAに伴い40人枠を外れたウェイバー公示中の選手がクレーム（Claim, 他球団から獲得申し込み）を受け、選手が譲渡されるケースは8月以降もありうる。また、当該シーズンに1度も40人枠に登録されていない選手については、8月以降もトレード可能。
このほか、MLBでは一部ドラフト指名権のトレードや、一方の球団の獲得選手は後日改めて決める『後日指名選手 (Player To Be Named Later, PTBNL)』といった方式のトレードも認められている。
MLBでは、FA権はシーズン終了後に自動行使され、FA権再取得の必要もない（契約期間満了のたびに自動的に自由契約となる）ため、近々にFAとなる選手を中心とした、多くのトレードが毎年成立している。またMLBのポストシーズンには原則、8月31日時点で当該チームに登録されている選手のみ出場できる。以上から、ポストシーズンを見据えるチームは戦力をさらに充実させるため、下位に沈むチームから主力級選手の引き抜きをトレード・デッドラインぎりぎりまで画策し、下位チームは見返りに若手選手や金銭などを獲得している。このような大物選手の絡む駆け込みトレードは『フラッグシップ・ディール』『ブロックバスター』と呼ばれる。また、下位チームが主力選手を多数放出することを『ファイヤーセール』と呼ぶ。
このようなトレードは双方に一長一短がある。ポストシーズンを見据えるチームにとっては手早く即戦力選手を補強できるメリットがある。一方で、このようなトレードで移籍する主力選手は契約年俸が高額であったり、前述の通り近々にFAとなる選手が多く、また交換要員に要求されるのは若手有望選手（プロスペクト）であることが多いため、即戦力選手を短期間保有するために将来性豊かな選手を失うというリスクを負う。下位チームは、保有権を失う前にその主力選手をトレード要員として活用し、見返りを得ようと動く。選手にかかる人件費を減らした上に、将来のチーム力向上を図れるメリットがある。しかし、獲得した若手選手が期待通り成長するかは未知数であるため、育て上げた主力を失って低下した戦力を回復させられず、チームが長期間低迷するリスクがある。
トレードは基本的に球団の意思により行われるが、サービスタイム (Major League Service time, MLS) が10年以上で、且つ現所属球団在籍5年以上の選手にはトレード拒否権が与えられ、権利保有選手が拒否権を破棄しない限りトレードできない。FA選手との契約時に条項を盛り込むことも可能である。また2023年現在、MLBドラフトでの指名を経て入団した選手は、契約年のワールドシリーズが終了するまでトレードできず、PTBNLやその候補選手とすることも禁じられている。

## プロバスケットボール
bjリーグ、NBAなどのプロバスケットボールでは、選手の契約期間中に他球団に選手契約（仮保有権）を譲渡する場合をトレードと呼ぶ。選手契約の譲渡後、当該選手と前所属球団との権利・義務は、トレード先の球団に移転される。交換及び金銭トレードの他に、優先交渉権、ドラフト指名権などを引き換えに行うトレードもある。

### bjリーグ
bjリーグでは、トレード期間を設定し球団の意思により行われる。期間はドラフト会議直前より指定された期限（レギュラーシーズン60％消化時点）まで。

### NBA
NBAではシーズン中のトレード期限をレギュラーシーズン第16週の木曜日（通常2月）の東部時間午後3時に設定している（トレード・デッドライン）。
トレード・デッドライン後のトレードは禁止されている。これ以降の選手補強は、フリーエージェント選手、バイアウト、ウェイブを経てFAとなった選手、Dリーグなど、NBA以外の選手との契約になる。
また、オフシーズンにFAから契約をした選手は3ヶ月経過後か、あるいは12月15日まではトレードすることはできない。
オフシーズンに現在所属している選手がFAになり、移籍の可能性が大きい場合などでは、チームはただの選手放出にならないように、サイン・アンド・トレードと言う契約履行形態を経て、トレードを行う事ができ、この場合では、トレードにより他の選手、将来のドラフト指名権、金銭を得ることができる。

## NFL
NFLの場合、金銭トレードは禁止されており、基本的に選手あるいはドラフト指名権との交換トレードとなる。一般にはドラフト指名権とのトレードが多く、NFLドラフトの場でも行われている。また、無償トレードも行われることがある。
トレード期間は3月上旬から10月中旬までとなっている。

## プロサッカー
プロサッカーにおいても選手の移籍の一形態としてトレードが行われる。交換する選手の価値に差がある場合は、それを埋めるために金銭が支払われる場合もある。ただし21世紀以降では、契約期間中の選手に対して
- 選手の契約先クラブに違約金（移籍金）を支払い、現行契約を破棄させたうえで選手の保有権を獲得し、新たな契約を締結する（完全移籍）
- 選手の契約先クラブに貸与金を支払い、元クラブが保有権を維持したまま、期間を取り決めて選手を獲得する（レンタル移籍、期限付き移籍）

以上いずれかの方式での移籍が主流となっており、所属選手同士の交換トレードが締結されるケースはさほど多くない。
プロサッカーでは、同一リーグだけでなく、異なるリーグ・異なる国のクラブ間での移籍も頻繁に行われている。なお、Jリーグでは完全移籍のトレードは、ほぼ見られない。しかし、双方で期限付き移籍をし合うレンタル・トレードはたびたび行われている。